# Dominikia peruana
Dominikia peruana is een keversoort uit de familie boorkevers (Bostrichidae). De wetenschappelijke naam van de soort is voor het eerst geldig gepubliceerd in 2007 door Borowski & Wegrzynowicz.